# Aprositornis
Aprositornis is een geslacht van zangvogels uit de familie Thamnophilidae (miervogels). Het geslacht telt één soort:
- Aprositornis disjuncta  –  Yapacanamiervogel